# Zachsia zenkewitschi
Zachsia zenkewitschi is een tweekleppigensoort uit de familie van de Teredinidae. De wetenschappelijke naam van de soort is voor het eerst geldig gepubliceerd in 1933 door Bulatoff & Rjabtschikoff.